# Paul Duport
Nicolas-Paul Duport (Parigi, 24 aprile 1798 – Parigi, 25 dicembre 1866) è stato un drammaturgo e librettista francese.

## Biografia
Paul Duport nacque il 24 aprile 1798 (5 Fiorile, Anno VI) al numero 12 della rue Neuve-Saint-Laurent nell'ex 5º arrondissement di Parigi.
Apparteneva a una famiglia di artisti. Suo nonno, Joseph-Robert Duport (1748-1820) era un bronzista e incisore. Lo zio Louis Duport (1781-1853) fu ballerino e maestro di ballo a Parigi, San Pietroburgo, Napoli, Londra e Vienna. Un altro zio, Pierre-Auguste Duport (1785-1818), era un fagottista, allievo di Thomas Delcambre all'Opera di Parigi. La zia Marie-Adélaïde Duport, fu una ballerina dell'Opera di Parigi e si sposò con il ballerino Baptiste Petit. Suo padre François-Auguste Duport (1777-1843) fu prima bronzista, falegname, poi organizzatore della Guardia nazionale del Faubourg Saint-Antoine, e infine drammaturgo.
Allievo del liceo Carlo Magno, Paul Duport scrisse una tragedia e una commedia all'età di 15 anni. A 17 anni inviò al Théâtre-Français una tragedia in 5 atti intitolata Dion. Dopo aver studiato autori classici, latini e greci, all'età di 20 anni presentò una tragedia in 5 atti, Selim, al Théâtre-Français, e all'Opéra-Comique, in collaborazione con il padre, un'opera in 3 atti Le Roi des plaisirs et le Plaisir des rois. Nei primi anni dal 1820, visse un periodo di intensa attività letteraria, divenne editore del Courrier des Spectacles, scrisse diversi articoli storici, saggi letterari su Shakespeare, una tragedia, due commedie, traduzioni di Franz Grillparzer, Friedrich Schiller e Pietro Metastasio. La sua amicizia con il decano del teatro francese, Saint-Prix, gli permise di iniziare una raccolta di aneddoti su questo teatro. Ma nel 1824, per motivi economici, fu costretto ad abbandonare la cosiddetta letteratura seria e ad intraprendere la scrittura di vaudeville, da solo o in collaborazione con specialisti come Eugène Scribe, Félix-Auguste Duvert, Monnais, Jean-François Bayard, Jacques-François Ancelot, Auguste Pittaud de Forges, Eugène de Planard, Saint-Hilaire, Léon Halévy, Vial.
Ci riuscì pienamente: scrisse e interpretò più di cento opere teatrali in una dozzina di teatri parigini fino all'inizio degli anni Cinquanta dell'Ottocento,,. Parallelamente a questa attività per vivere, e avendo acquisito una certa stabilità finanziaria, Paul Duport continuò la sua ricerca letteraria, scrisse due dei volumi dell'opera Ephémérides Universelles prodotta da molti contributori, pubblicata da Édouard Monnais, una storia della letteratura inglese da inserire all'inizio dei suoi Saggi letterari su Shakespeare, commenti per un'edizione delle opere di Pierre de Marivaux.
I suoi contemporanei lo hanno descritto come una persona fondamentalmente onesta, integra, lontana dagli intrighi e dai voltafaccia assai comuni nella vita di un teatro, che non viene mai meno alla parola data, e ritiene suo dovere aiutare i giovani compositori. Modesto, firmò le sue prime opere teatrali sotto lo pseudonimo di Paulin e i suoi Saggi letterari su Shakespeare sotto l'acronimo M PD. Fu solo nel 1835 che il direttore del Gymnasium decise di apporre il suo vero nome sul manifesto.
Paul Duport morì il 25 dicembre 1866 nella sua casa al 65 di rue Neuve-des-Petits-Champs a Parigi nel 1º arrondissement. Uno dei testimoni fu il genero, Côme Samalens, insegnante quarantaduenne.

## Vita privata
Paul Duport si sposò all'inizio degli anni 1820 con Marie-Augustine-Adèle Foucault, nata nel 1799 a Charleroi (Belgio). È la sorella maggiore di Élisa Schlésinger, famosa per essere stata la musa ispiratrice di Gustave Flaubert e la modella per il suo personaggio Madame Arnoux in L'educazione sentimentale.
La coppia ebbe una figlia, Joséphine-Marie-Augustine detta Lia Duport, nata il 21 dicembre 1823 a Parigi (2° vecchio arrondissement), cantante lirica, insegnante di musica e compositrice di un Album di 12 romanze edito nel 1844 da suo zio Maurice Schlesinger e composta su testi di poeti contemporanei tra cui Le Réveil di Victor Hugo. Costei, sposata nel 1844 con il pianista olandese Richard Mulder (1819-1874), ebbe due figli, Richard e Pauline, entrambi cantanti d'opera. Il gusto per l'arte musicale ben sviluppato nella famiglia Duport è nuovamente perpetuato, quando Pauline, sposata con Jacques Boutin, ebbe una figlia, Jeanne Boutin (1868-1927), che fu violinista ed ebbe quattro figlie, di cui tre cantanti d'opera e una pianista.

## Opere

### Teatro
- 1821: Le Quaker et la Danseuse, commedia-vaudeville in un atto, con Eugène Scribe;
- 1821: Les commedians ou la Répétition de Psyché, commedia-vaudeville in un atto, con Paul Ledoux;
- 1824: Le Beau-frère, ou la Veuve à deux maris, commedia-vaudeville in un atto, con Auguste Duport e Amable de Saint-Hilaire;
- 1824: Une journée de Charles V, commedia in un atto in prosa, con Auguste Duport;
- 1825: Kettly, ou le Retour in Suisse, vaudeville in un atto, con Félix-Auguste Duvert;
- 1825: La Dernière Heure de liberté, commedia-vaudeville in un atto, con Duvert;
- 1825: L'Auteur et l'Avocat, commedia in 3 atti e in versi;
- 1825: Le Château et la Ferme, commedia in 1 atto e in prosa, con Emmanuel Théaulon e Nicolas Gersin;
- 1826: Oréno ou le Bon Nègre, vaudeville in un atto, con Xavier B. Saintine e Duvert;
- 1826: Césarine ou la Courtisane amoureuse, vaudeville in 2 atti, con Ferdinand Langlé;
- 1826: Midi, ou l'Abdication d'une femme, commedia-vaudeville en 1 atto, con Édouard Monnais e Amable de Saint-Hilaire;
- 1827: L'Arbitre ou les Séductions, commedia-vaudeville in 2 atti, con Emmanuel Théaulon;
- 1827: L'Orphelin ou la Loge et le Salon, pièce aneddotica in 2 atti e in vaudevilles, con Edmond Rochefort;
- 1828: La Saint Valentin ou le Collier de perles, commedia-vaudeville in un atto, con Duvert;
- 1829: Marie Mignot, commedia storica con distici in un atto e 3 tempi, con Jean-François Bayard;
- 1829: La Première Cause ou le Jeune Avocat, commedia-vaudeville in un atto, con Édouard Monnais;
- 1829: L'Orpheline ou Les Mémoires posthumes, commedia-vaudeville in 1 atto;[10]
- 1830: La Contre-lettre ou le Jésuite, dramma in 2 atti misto a canti, con Monnais;
- 1830: Claire d'Albe, commedia in 3 atti, con Bayard;
- 1830: L'Oubli, ou la Chambre nuptiale, vaudeville in 1 atto;[11]
- 1830: Noblesse et Roture, commedia con distici, tratta dalle opere dI Darnaud;[12]
- 1831: Monsieur Chapolard ou le Lovelace dans un grand embarras, commedia-vaudeville in un atto, con Duvert e Augustin Théodore de Lauzanne de Vauroussel;
- 1831: La Dédaigneuse, commedia-vaudeville in un atto, con Monnais;
- 1831: Le Frotteur, commedia-vaudeville in un atto, con Bayard;
- 1831: Les Deux Sœurs de charité, commedia in 2 atti con distici, alla maniera della canzone di Pierre-Jean de Béranger, con Romain Chapelain;
- 1831: Emmeline, ou la Porte secrète, commedia-vaudeville in 2 atti, con Mélesville;[13]
- 1832: Le Chaperon, commedia-vaudeville in un atto, con Scribe;
- 1832: La Puritaine ou la Cour d'Angleterre in 1710, commedia storica con distici in 2 atti;
- 1832: Une monomanie, commedia-vaudeville in un atto, con Scribe;
- 1833: Le Voyage dans l'appartement, commedia-vaudeville in 5 quadri, con Scribe;
- 1833: Un trait de Paul Ier ou le Czar et la Vivandière, commedia-vaudeville in un atto, con Scribe;
- 1833: La Dugazon ou le Choix d'une maîtresse, commedia in un atto, con Scribe;
- 1833: Le Cavalier servant ou les Mœurs italiennes, commedia in un atto mista a canti, con Monnais;
- 1833: Christophe ou Cinq pour un, vaudeville in un atto, con Desvergers e Charles Varin;
- 1833: Les Suites d'une séparation, commedia-vaudeville in un atto, con Alexis Decomberousse;
- 1834: Une dame de l'Empire, commedia-vaudeville in un atto, con Jacques-François Ancelot;
- 1835: La Mère et la Fiancée, commedia-vaudeville in 2 atti, con Petit e Léonce;
- 1835: La Fille de l'avare, commedia-vaudeville in 2 atti, con Bayard;
- 1835: Un mariage sous l'Empire, commedia in 2 atti con distici, con Ancelot;
- 1835: L'Incendie, commedia-vaudeville in 3 atti, con Bayard;[14]
- 1836: Coliche ou Un pamphlet chez Monsieur de Maurepas, commedia-vaudeville in un atto, con Paul Foucher;
- 1836: D'Aubigné, commedia in 2 atti mista a distici, con Ancelot;
- 1837: Schubry, commedia-vaudeville in un atto, con Auguste Pittaud de Forges;
- 1837: Ce bon monsieur Blandin!, commedia-vaudeville in un atto, con Laurencin;
- 1837: La Vendéenne, commedia in 2 atti mista a distici;
- 1837: Père et Fils, commedia in un atto e con distici, con Mélesville;
- 1837: Stradella, commedia mista a canti in un atto, con de Forges;
- 1937: Vingt ans après, commedia in un atto con distici, con Arsène de Cey;
- 1837: Le Secret d'une mère, commedia-vaudeville in un atto, con Monnais;
- 1837: Nathalie, commedia-vaudeville in un atto, con Saint Hilaire;
- 1837: Un élève de Rome, commedia in un atto mista a canti, con Étienne Arago e de Forges;
- 1838: Lequel?, opéra-comique in un atto, con Ancelot, musica di Aimé Leborne;
- 1838: La Belle-sœur, dramma in 2 atti, con Laurencin;
- 1838: Casimir ou le Commis-voyageur, commedia-vaudeville in 2 atti, con Laurencin;
- 1838: La Vie de garçon, commedia-vaudeville in 2 atti, con Edmond de Biéville;
- 1838: La Petite Maison, commedia-vaudeville in 2 atti, con Ancelot;
- 1839: Carte blanche, commedia in un atto e in prosa con Léon Halévy;
- 1839: Breteuil, ou Artisan et Comtesse, commedia in un atto mista a distici, con Laurencin;
- 1839: La Grisette et l'Héritière, commedia in 2 atti mista a canti, con Ancelot;
- 1839: Miss Kelly, ou la Lettre et l'Engagement, commedia in un atto e in prosa, con Monnais;
- 1839: Dieu vous bénisse!, commedia-vaudeville in un atto, con Ancelot;
- 1839: Le Dépositaire, commedia-vaudeville in 2 atti;
- 1839: Catherine, commedia-vaudeville in 1 atto, con Lubize;
- 1839: Gabrielle ou les Aides-de-camp, commedia-vaudeville in 2 atti, con Ancelot;
- 1840: Bob ou le Forgeron de saint Patrick, commedia in 2 atti mista a canti, con de Forges;
- 1840: Le Nouveau Bélisaire, commedia-vaudeville in un atto;
- 1840: Quitte ou double, commedia in 2 atti con distici, con Ancelot;
- 1842: Claudia ou la Fermière de Rome, vaudeville in un atto, con Laurencin;
- 1842: Le Bonheur sous la main, commedia-vaudeville in un atto;
- 1843: Foliquet, coiffeur de dames, vaudeville in un atto, con Laurencin;
- 1843: L'Écrin, commedia in 3 atti mista a canti, con Paul Foucher;
- 1843: La Tutrice ou l'Emploi des richesses, commedia in 3 atti, con Scribe;
- 1843: Le Bonheur sous la main, commedia in un atto;[15]
- 1844: La Raison propose ou Un mariage diplomatique, commedia-vaudeville in un atto;
- 1846: Trenitz, vaudeville in un atto, con Monnais;
- 1848: La Clef dans le dos, commedia-vaudeville in un atto, con Lauzanne e Duvert;
- 1850: Cravate et Jabot, commedia-vaudeville in un atto, con Saint-Hilaire;

### Libretti d'opera
- 1818: Le Frère Philippe, opéra-comique in un atto, con Auguste Duport, musica di Victor Dourlen;
- 1830: Danilowa, opéra-comique in 3 atti, con Vial, musica di Adolphe-Charles Adam;
- 1831: Le Livre de l'ermite, opéra-comique in 2 atti, con Planard, musica di Michele Carafa;
- 1831: Les Trois Catherine, vaudeville in 3 tempi, con Monnais, musica di Adolphe Adam e Casimir Gide;
- 1831: La Veillée, opéra-comique in un atto, con Amable de Saint-Hilaire, musica di Pâris;
- 1832: Le Mannequin de Bergame, opéra-comique in un atto, con Planard, musica di François-Joseph Fétis;
- 1834: Le Marchand forain, opéra-comique in 3 atti, con Planard, musica di Marco Aurelio Marliani;
- 1835: Cosimo, opera buffa in 2 atti, con Saint-Hilaire, musica di Eugène Prévost;
- 1835: Alda, opéra-comique in un atto con Bayard, musica di Alphonse Thys;
- 1835: L'habit ne fait pas le moine, commedia-vaudeville in 3 atti, con Saint-Hilaire, musica di Alexandre Pierre Joseph Doche;
- 1836: Les Pontons de Cadix, opéra-comique in un atto, con Ancelot, musica di Prévost;
- 1836: Le Comte de Charolais ou les Couvreurs, commedia in 3 atti mista a canti, con Auguste Pittaud de Forges, musica di Friedrich von Flotow;
- 1836: Rock le Barbu, opéra-comique in un atto, con Pittaud de Forges, musica di José Melchor Gomis;
- 1837: Rob Roy, opéra-comique in un atto, con de Forges, musica di Flotow;
- 1838: Le Perruquier de la régence, opéra-comique in 3 atti, con Planard, musica di Ambroise Thomas;
- 1838: La Dame d'honneur, opéra comique in un atto, con Monnais, musica di Jean-Étienne Despréaux;
- 1839: Les Treize, opéra-comique in 3 atti, con Scribe, musica di Fromental Halévy;
- 1840: Le Cent-Suisse, opéra-comique in un atto, con Monnais, musica di Napoléon Joseph Ney prince de la Moskowa;
- 1842: Le Kiosque, opéra-comique in un atto, con Scribe, musica di Jacques Féréol Mazas;
- 1844: Le Bal du sous-préfet opéra comique in un atto, con Saint-Hilaire, musica di Édouard Boilly;
- 1844: Alessandro Stradella, opéra in 3 atti, con Emile Deschamps, Émilien Pacini e de Forges, musica di von Flotow;

### Scritti
- Épître à tout le monde sur l'esprit de parti par M. P. D., Paris, 1818
- Essais littéraires sur Shakspeare, Paris, Constant Le Tellier fils, 1828